# Großer Preis von Belgien 1999
Der Große Preis von Belgien 1999 (offiziell LVII Foster’s Grand Prix de Belgique) fand am 29. August auf dem Circuit de Spa-Francorchamps in Spa statt und war das zwölfte Rennen der Formel-1-Weltmeisterschaft 1999.

## Bericht

### Hintergrund
Nach dem Großen Preis von Ungarn führte Eddie Irvine in der Fahrerwertung mit zwei Punkten vor Mika Häkkinen und mit 20 Punkten vor David Coulthard und Heinz-Harald Frentzen. In der Konstrukteurswertung führte Ferrari mit vier Punkten vor McLaren-Mercedes und mit 52 Punkten vor Jordan-Mugen-Honda.
Vor dem Rennwochenende legten die Teams Testtage in Silverstone ein, Häkkinen konnte sich an allen drei Tagen die Bestzeit sicher. Ferrari testete in Mugello mit Michael Schumacher, welcher vor dem Training von den Ärzten eine Freigabe bekommen hatte. Allerdings musste nach rund 20 Runden das Training wegen Knöchelschmerzen beendet werden und Mika Salo musste ihn ein viertes Mal ersetzen.
Vor dem Rennen bestätigten mehrere Teams ihre Fahrerpaarung für die nächste Saison, so behielt Benetton das Duo Giancarlo Fisichella und Alexander Wurz, Sauber verpflichtete Salo sowie verlängerten Pedro Diniz Vertrag und Jordan verpflichtete Jarno Trulli als Ersatz für Damon Hill, welcher nach der Saison seine Karriere beendete.
Mit Hill (dreimal) trat ein ehemaliger Sieger zu diesem Grand Prix an.

### Training

#### Freitagstraining
Coulthard holte sich mit 1:53,577 Minuten die schnellste Zeit vor seinem Teamkollegen Häkkinen, dahinter folgten Fisichella, Frentzen, Hill und Ralf Schumacher. Die Ferrari-Piloten Salo und Irvine belegten die Plätze acht und neun. Jacques Villeneuve hatte nach der Kemmel-Gerade einen Unfall, als beim Anbremsen die rechte Vorderradaufhängung brach. Er konnte unverletzt aussteigen. Der langsamste Fahrer, Ricardo Zonta, lag rund vier Sekunden hinter der Bestzeit.

#### Samstagstraining
Mit 1:51,047 Minuten holte sich Frentzen die schnellste Trainingszeit vor Ralf Schumacher, Coulthard, Hill, Villeneuve, Irvine, Häkkinen auf Platz sieben und Salo auf Platz acht. Der langsamste Fahrer, Marc Gené, lag rund vier Sekunden hinter der Bestzeit.

### Qualifying
Das Qualifying musste zweimal mit der roten Flagge unterbrochen werden, beide Male waren die BAR-Wagen involviert. Vor dem Qualifying forderte Villeneuve seinen Teamkollegen Zonta heraus, die Eau-Rouge-Kurve mit Vollgas zu befahren. Villeneuve war der Erste der beiden, welcher sich diesem Risiko annahm, doch mitten in der Kurve brach das Heck aus, Villeneuve schlitterte rückwärts in die Reifenstapel rechts von der Strecke und überschlug sich. Die Sitzung wurde für zwölf Minuten unterbrochen, Villeneuve konnte unverletzt aussteigen. Etwas nach dem Unfall äußerte sich Villeneuve folgendermaßen über seinen Unfall:

„It is pretty close to last year, I think the impact was smaller. But I rolled, so that was a bonus!“
„Es ist ziemlich gleich wie letztes Jahr, ich glaube der Einschlag war schwächer. Aber ich überschlug mich, das war ein Bonus!“

Direkt als das Qualifying wieder freigegeben wurde, versuchte es Zonta ebenfalls. Sein Heck brach früher als Villeneuves aus, er drehte sich teilweise, grub sich ins Kiesbett links der Strecke ein und überschlug sich so. Während er sich kopfüber befand, schlug der Wagen in die Begrenzungsmauer ein, überschlug sich wieder und drehte sich acht Mal um die eigene Achse, bevor der Wagen im Kiesbett rechts von der Strecke zum Stehen kam. Zonta konnte, wie Villeneuve vorher, ebenfalls unverletzt aussteigen.
Der Teamchef von BAR, Craig Pollock, äußerte sich zu den beiden Unfällen in einem Interview folgendermaßen:

„It was a little bit ingracious. I am sitting up at the pit wall and I just thought ‚It cannot be true, it has to be somebody elses car. It cannot be my car again!‘. But the good thing about it is, both drivers are absolutely fine they got no bruises. And I am just thinking ‚Jesus how strong this car have to be!‘. The drivers were just going too fast for that particular corner, and thats what we pay them to do. Pay them to take the risks and push the cars to the limit, and sometimes they go over the limit.“
„Es war ein bisschen verrückt. Ich sitze hier bei der Boxenmauer und ich dachte mir nur ‚Das kann doch nicht wahr sein, das muss der Wagen von jemand anderem sein. Es kann nicht wieder mein Auto sein!‘ Aber das Gute daran ist, dass beide Fahrer vollkommen in Ordnung sind, sie haben keine Verletzungen. Und ich denke mir nur ‚Jesus, wie stark muss dieser Wagen sein!‘ Die Fahrer waren für diese spezielle Kurve zu schnell, aber das ist, wofür wir sie bezahlen. Wir bezahlen sie, damit sie das Risiko aufnehmen und den Wagen an die Grenzen bringen, und manchmal überschreiten sie das Limit.“

Häkkinen sicherte sich mit 1:50,329 Minuten die Pole-Position vor Coulthard, Frentzen, Hill, Ralf Schumacher und Irvine, Salo belegte nur den neunten Platz mit knapp 1,8 Sekunden Rückstand auf die Bestzeit. Der langsamste Fahrer, Pedro de la Rosa, lag rund viereinhalb Sekunden hinter der Bestzeit.

### Warm-Up
Häkkinen sicherte sich mit 1:54,019 Minuten die schnellste Rundenzeit vor Ralf Schumacher, Olivier Panis, Jean Alesi, Hill, Irvine und Coulthard auf Platz sieben. Salo, der zweite Ferrari-Pilot, belegte den 13. Platz mit knapp eineinhalb Sekunden Rückstand auf die Bestzeit. Der langsamste Fahrer, Zonta, lag rund viereinhalb Sekunden hinter der Bestzeit.

### Rennen
Toranosuke Takagi und Alessandro Zanardi wechselten vor dem Rennstart in die jeweiligen Ersatzwagen.
Beim Start konnte Coulthard sich vor Häkkinen setzen, doch in der ersten Kurve berührten sich beide Fahrer, ohne jedoch ihre Wagen schwerer zu beschädigen. Irvine hatte einen guten Start und konnte zwei Plätze gut machen, Takagi und Zonta blieben beim Start stehen. Während Takagi aufgeben musste, konnte Zonta das Rennen mit deutlichem Rückstand wieder aufnehmen, bis er elf Runden vor Schluss wegen eines Getriebeschadens aufgeben musste. Nach der ersten Runde führte Coulthard vor Häkkinen, Frentzen, Irvine, Ralf Schumacher und Zanardi. Gegen Häkkinen wurden ab der fünften Runde Ermittlungen gestartet, da er vor der Rennfreigabe angerollt und dementsprechend einen Frühstart ausgelöst haben soll, doch es wurde keine Strafe ausgesprochen.
In Runde 20 flog Diniz in der Eau-Rouge-Kurve ab, da die Aufhängung des Wagens brach. Der Brasilianer drehte sich zwei Mal und blieb rechts von der Strecke vor der Mauer im Kiesbett liegen. Trotz der hohen Geschwindigkeit schaffte es Diniz, die Reifenstapel nicht zu berühren.
Coulthard behielt die Führung während des Rennens ununterbrochen und gewann das Rennen vor Häkkinen und Frentzen. Die restlichen Punkteplatzierungen belegten Irvine, Ralf Schumacher und Hill. Nachdem Villeneuve die ersten 11 Rennen der Saison allesamt nicht beenden konnte, erreichte er erstmals das Ziel. Den Pokal für den siegreichen Konstrukteur McLaren nahm der technische Direktor Adrian Newey entgegen.
Häkkinen sicherte sich mit 1:53,955 Minuten die schnellste Runde.

### Nach dem Rennen
Häkkinen weigerte sich, Coulthard nach dem Rennen die Hand zu schütteln. In der Fahrerwertung übernahm Häkkinen wieder die Führung vor Irvine und Coulthard. In der Konstrukteurswertung übernahm McLaren-Mercedes die Führung vor Ferrari. Jordan-Mugen-Honda blieb Dritter.

## Meldeliste
| Team                         | Nr. | Fahrer                | Chassis        | Motor                 | Reifen |
| ---------------------------- | --- | --------------------- | -------------- | --------------------- | ------ |
| West McLaren Mercedes        | 01  | Mika Häkkinen         | McLaren MP4/14 | Mercedes-Benz 3.0 V10 | B      |
| West McLaren Mercedes        | 02  | David Coulthard       | McLaren MP4/14 | Mercedes-Benz 3.0 V10 | B      |
| Scuderia Ferrari Marlboro    | 03  | Mika Salo             | Ferrari F399   | Ferrari 3.0 V10       | B      |
| Scuderia Ferrari Marlboro    | 04  | Eddie Irvine          | Ferrari F399   | Ferrari 3.0 V10       | B      |
| Winfield Williams            | 05  | Alessandro Zanardi    | Williams FW21  | Supertec 3.0 V10      | B      |
| Winfield Williams            | 06  | Ralf Schumacher       | Williams FW21  | Supertec 3.0 V10      | B      |
| Benson & Hedges Jordan       | 07  | Damon Hill            | Jordan 199     | Mugen-Honda 3.0 V10   | B      |
| Benson & Hedges Jordan       | 08  | Heinz-Harald Frentzen | Jordan 199     | Mugen-Honda 3.0 V10   | B      |
| Mild Seven Benetton Playlife | 09  | Giancarlo Fisichella  | Benetton B199  | Playlife 3.0 V10      | B      |
| Mild Seven Benetton Playlife | 10  | Alexander Wurz        | Benetton B199  | Playlife 3.0 V10      | B      |
| Red Bull Sauber Petronas     | 11  | Jean Alesi            | Sauber C18     | Petronas 3.0 V10      | B      |
| Red Bull Sauber Petronas     | 12  | Pedro Diniz           | Sauber C18     | Petronas 3.0 V10      | B      |
| Arrows                       | 14  | Pedro de la Rosa      | Arrows A20     | Arrows 3.0 V10        | B      |
| Arrows                       | 15  | Toranosuke Takagi     | Arrows A20     | Arrows 3.0 V10        | B      |
| Stewart Ford                 | 16  | Rubens Barrichello    | Stewart SF3    | Ford Cosworth 3.0 V10 | B      |
| Stewart Ford                 | 17  | Johnny Herbert        | Stewart SF3    | Ford Cosworth 3.0 V10 | B      |
| Gauloises Prost Peugeot      | 18  | Olivier Panis         | Prost AP02     | Peugeot 3.0 V10       | B      |
| Gauloises Prost Peugeot      | 19  | Jarno Trulli          | Prost AP02     | Peugeot 3.0 V10       | B      |
| Fondmetal Minardi Ford       | 20  | Luca Badoer           | Minardi M01    | Ford 3.0 V10          | B      |
| Fondmetal Minardi Ford       | 21  | Marc Gené             | Minardi M01    | Ford 3.0 V10          | B      |
| British American Racing      | 22  | Jacques Villeneuve    | BAR 01         | Supertec 3.0 V10      | B      |
| British American Racing      | 23  | Ricardo Zonta         | BAR 01         | Supertec 3.0 V10      | B      |

## Klassifikation

### Qualifying
| Pos.                                                                       | Fahrer                | Konstrukteur       | Zeit     | Start |
| -------------------------------------------------------------------------- | --------------------- | ------------------ | -------- | ----- |
| 01                                                                         | Mika Häkkinen         | McLaren-Mercedes   | 1:50,329 | 01    |
| 02                                                                         | David Coulthard       | McLaren-Mercedes   | 1:50,484 | 02    |
| 03                                                                         | Heinz-Harald Frentzen | Jordan-Mugen-Honda | 1:51,332 | 03    |
| 04                                                                         | Damon Hill            | Jordan-Mugen-Honda | 1:51,372 | 04    |
| 05                                                                         | Ralf Schumacher       | Williams-Supertec  | 1:51,414 | 05    |
| 06                                                                         | Eddie Irvine          | Ferrari            | 1:51,895 | 06    |
| 07                                                                         | Rubens Barrichello    | Stewart-Ford       | 1:51,974 | 07    |
| 08                                                                         | Alessandro Zanardi    | Williams-Supertec  | 1:52,014 | 08    |
| 09                                                                         | Mika Salo             | Ferrari            | 1:52,124 | 09    |
| 10                                                                         | Johnny Herbert        | Stewart-Ford       | 1:52,164 | 10    |
| 11                                                                         | Jacques Villeneuve    | BAR-Supertec       | 1:52,235 | 11    |
| 12                                                                         | Jarno Trulli          | Prost-Peugeot      | 1:52,644 | 12    |
| 13                                                                         | Giancarlo Fisichella  | Benetton-Playlife  | 1:52,762 | 13    |
| 14                                                                         | Ricardo Zonta         | BAR-Supertec       | 1:52,840 | 14    |
| 15                                                                         | Alexander Wurz        | Benetton-Playlife  | 1:52,847 | 15    |
| 16                                                                         | Jean Alesi            | Sauber-Petronas    | 1:52,921 | 16    |
| 17                                                                         | Olivier Panis         | Prost-Peugeot      | 1:53,148 | 17    |
| 18                                                                         | Pedro Diniz           | Sauber-Petronas    | 1:53,778 | 18    |
| 19                                                                         | Toranosuke Takagi     | Arrows             | 1:54,099 | 19    |
| 20                                                                         | Luca Badoer           | Minardi-Ford       | 1:54,197 | 20    |
| 21                                                                         | Marc Gené             | Minardi-Ford       | 1:54,557 | 21    |
| 22                                                                         | Pedro de la Rosa      | Arrows             | 1:54,579 | 22    |
| 107-Prozent-Zeit: 1:58,520 min (bezogen auf die Bestzeit von 1:50,329 min) |                       |                    |          |       |

### Rennen
| Pos. | Fahrer                | Konstrukteur       | Runden | Stopps | Zeit        | Start | Schnellste Runde |
| ---- | --------------------- | ------------------ | ------ | ------ | ----------- | ----- | ---------------- |
| 01   | David Coulthard       | McLaren-Mercedes   | 44     | 2      | 1:25:43,057 | 02    | 1:54,088 (28.)   |
| 02   | Mika Häkkinen         | McLaren-Mercedes   | 44     | 2      | + 10,469    | 01    | 1:53,955 (23.)   |
| 03   | Heinz-Harald Frentzen | Jordan-Mugen-Honda | 44     | 2      | + 33,433    | 03    | 1:55,412 (24.)   |
| 04   | Eddie Irvine          | Ferrari            | 44     | 2      | + 44,948    | 06    | 1:55,582 (27.)   |
| 05   | Ralf Schumacher       | Williams-Supertec  | 44     | 1      | + 48,067    | 05    | 1:55,964 (27.)   |
| 06   | Damon Hill            | Jordan-Mugen-Honda | 44     | 2      | + 54,916    | 04    | 1:54,954 (25.)   |
| 07   | Mika Salo             | Ferrari            | 44     | 2      | + 56,249    | 09    | 1:55,299 (43.)   |
| 08   | Alessandro Zanardi    | Williams-Supertec  | 44     | 2      | + 1:07,022  | 08    | 1:55,786 (33.)   |
| 09   | Jean Alesi            | Sauber-Petronas    | 44     | 2      | + 1:13,848  | 16    | 1:56,016 (31.)   |
| 10   | Rubens Barrichello    | Stewart-Ford       | 44     | 2      | + 1:20,742  | 07    | 1:56,131 (34.)   |
| 11   | Giancarlo Fisichella  | Benetton-Playlife  | 44     | 1      | + 1:32,195  | 13    | 1:57,037 (27.)   |
| 12   | Jarno Trulli          | Prost-Peugeot      | 44     | 2      | + 1:36,154  | 12    | 1:56,367 (28.)   |
| 13   | Olivier Panis         | Prost-Peugeot      | 44     | 2      | + 1:41,543  | 17    | 1:56,681 (24.)   |
| 14   | Alexander Wurz        | Benetton-Playlife  | 44     | 1      | + 1:57,745  | 15    | 1:57,526 (27.)   |
| 15   | Jacques Villeneuve    | BAR-Supertec       | 43     | 1      | + 1 Runde   | 11    | 1:57,619 (23.)   |
| 16   | Marc Gené             | Minardi-Ford       | 43     | 2      | + 1 Runde   | 21    | 1:56,789 (27.)   |
| –    | Pedro de la Rosa      | Arrows             | 35     | 2      | DNF         | 22    | 1:58,480 (16.)   |
| –    | Luca Badoer           | Minardi-Ford       | 33     | 2      | DNF         | 20    | 1:57,929 (31.)   |
| –    | Ricardo Zonta         | BAR-Supertec       | 33     | 1      | DNF         | 14    | 1:58,918 (25.)   |
| –    | Johnny Herbert        | Stewart-Ford       | 27     | 1      | DNF         | 10    | 1:57,094 (18.)   |
| –    | Pedro Diniz           | Sauber-Petronas    | 19     | 1      | DNF         | 18    | 1:58,179 (12.)   |
| –    | Toranosuke Takagi     | Arrows             | 0      | 0      | DNF         | 19    | –                |

## WM-Stände nach dem Rennen
Die ersten sechs des Rennens bekamen 10, 6, 4, 3, 2 bzw. 1 Punkt(e).

### Fahrerwertung
| Pos. | Fahrer                | Konstrukteur           | Punkte |
| ---- | --------------------- | ---------------------- | ------ |
| 01   | Mika Häkkinen         | McLaren-Mercedes       | 60     |
| 02   | Eddie Irvine          | Ferrari                | 59     |
| 03   | David Coulthard       | McLaren-Mercedes       | 46     |
| 04   | Heinz-Harald Frentzen | Jordan-Mugen-Honda     | 40     |
| 05   | Michael Schumacher    | Ferrari                | 32     |
| 06   | Ralf Schumacher       | Williams-Supertec      | 24     |
| 07   | Giancarlo Fisichella  | Benetton-Playlife      | 13     |
| 08   | Rubens Barrichello    | Stewart-Ford           | 12     |
| 09   | Damon Hill            | Jordan-Mugen-Honda     | 7      |
| 10   | Mika Salo             | Ferrari / BAR-Supertec | 6      |
| 11   | Alexander Wurz        | Benetton-Playlife      | 3      |
| 12   | Pedro Diniz           | Sauber-Petronas        | 3      |

| Pos. | Fahrer             | Konstrukteur      | Punkte |
| ---- | ------------------ | ----------------- | ------ |
| 13   | Johnny Herbert     | Stewart-Ford      | 2      |
| 14   | Olivier Panis      | Prost-Peugeot     | 2      |
| 15   | Jarno Trulli       | Prost-Peugeot     | 1      |
| 16   | Jean Alesi         | Sauber-Petronas   | 1      |
| 17   | Pedro de la Rosa   | Arrows            | 1      |
| 18   | Toranosuke Takagi  | Arrows            | 0      |
| 19   | Marc Gené          | Minardi-Ford      | 0      |
| 20   | Alessandro Zanardi | Williams-Supertec | 0      |
| 21   | Luca Badoer        | Minardi-Ford      | 0      |
| 22   | Ricardo Zonta      | BAR-Supertec      | 0      |
| 23   | Jacques Villeneuve | BAR-Supertec      | 0      |
| –    | Stéphane Sarrazin  | Minardi-Ford      | 0      |

### Konstrukteurswertung
| Pos. | Konstrukteur       | Punkte |
| ---- | ------------------ | ------ |
| 01   | McLaren-Mercedes   | 106    |
| 02   | Ferrari            | 97     |
| 03   | Jordan-Mugen-Honda | 47     |
| 04   | Williams-Supertec  | 24     |
| 05   | Benetton-Playlife  | 16     |
| 06   | Stewart-Ford       | 14     |

| Pos. | Konstrukteur    | Punkte |
| ---- | --------------- | ------ |
| 07   | Sauber-Petronas | 4      |
| 08   | Prost-Peugeot   | 3      |
| 09   | Arrows          | 1      |
| 10   | BAR-Supertec    | 0      |
| 11   | Minardi-Ford    | 0      |